# Crucified Barbara
Crucified Barbara – szwedzki zespół hard rockowy, utworzony w 1998 roku w Sztokholmie. W 2016 roku zespół został rozwiązany.

## Historia

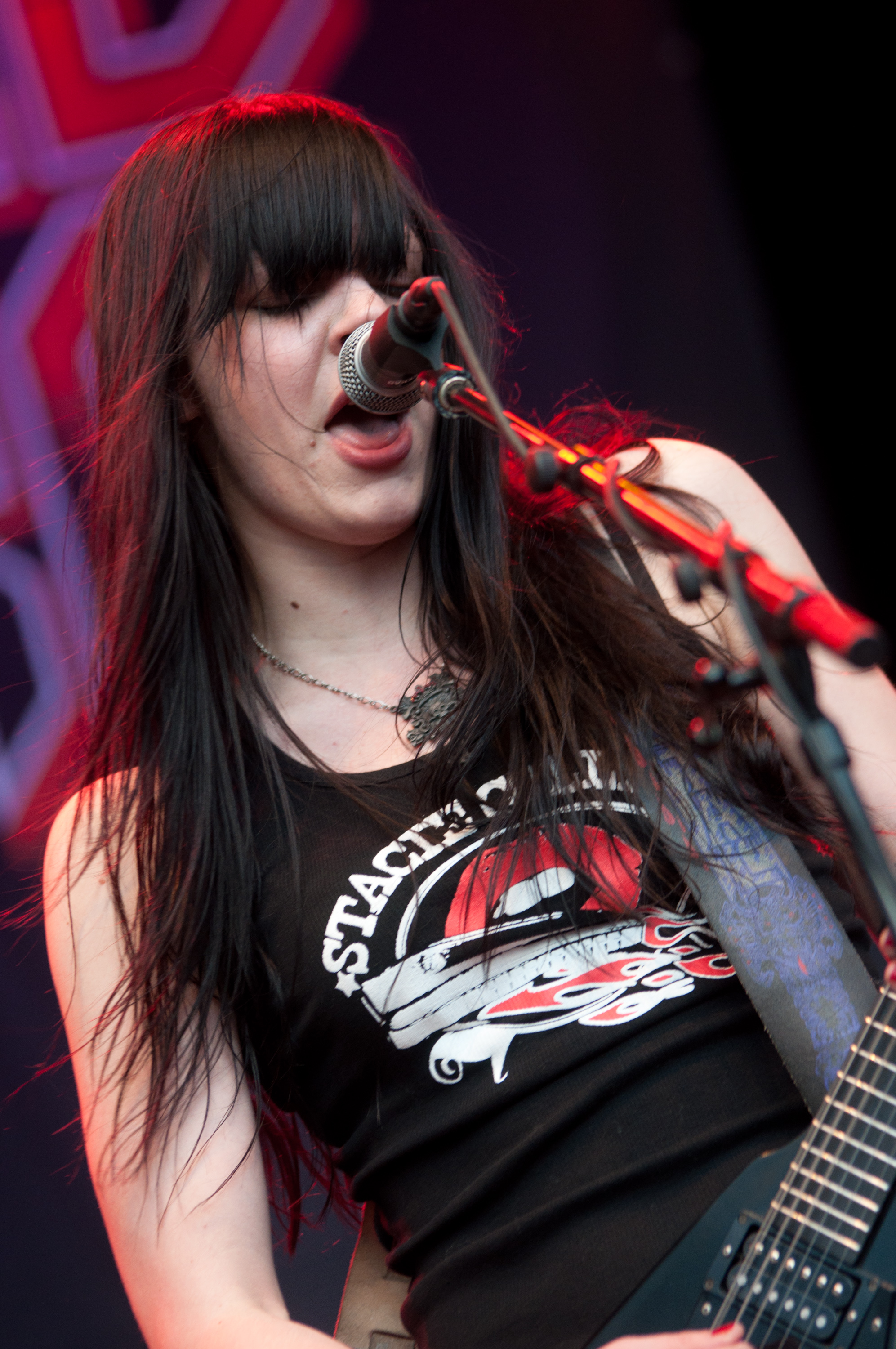
Mia Coldheart (Mia Karlsson), 2010

Zespół powstał w 1998 roku z inicjatywy dwóch, znających się wcześniej z poprzednich formacji gitarzystek Idy Evileye i Klary Force oraz wokalistki Joey Nine. Początkowo trzyosobowy skład szybko zaczął poszukiwać perkusistki. Miejsce to zajęła w tym samym roku Nicki Wicked, którą zespół znał wówczas tylko z widzenia. Jak wynika z opowiadań Idy, Nicki była bardzo zauważalna w swojej okolicy. Wyglądała jak gwiazda i często nosiła przy sobie pałki perkusyjne. Muzycy postanowili zaryzykować i zaproponować jej dołączenie do zespołu. Nicki chętnie przyjęła propozycję i grupa, już w wówczas pełnym składzie mogła zacząć koncertować i nagrywać swoje pierwsze kawałki demo.
Początkowo zespół grał muzykę z gatunku punk rock, ale to wkrótce zmieniło się gdy po trzech latach działalności do grupy dołączyła gitarzystka Mia Coldheart. W międzyczasie w 2001 roku wydany został pierwszy materiał demo zatytułowany Fuck You Motherfucker. Zdolności muzyczne Mii były dobrze znane w Sztokholmie, a dodatkowa gitara wzmocniła brzmienie zespołu, który ostatecznie ukształtował swój charakterystyczny hardrockowy styl. W dodatku, jak się okazało, Mia była również zdolną wokalistką i to ona przejęła miejsce Joey po jej odejściu w 2003 roku.
Podpisany w 2004 roku kontrakt z wytwórnią GMR Music Group zaowocował wydanym rok później pierwszym albumem studyjnym zatytułowanym In Distortion We Trust. Album zebrał wiele pozytywnych recenzji a singel "Loosing the game" figurował w pierwszej dziesiątce na szwedzkiej listy przebojów. Po wydaniu albumu zespół wyruszył w długą trasę koncertową, która objęła wiele krajów europejskich, a nawet Australię. Grupa wystąpiła na licznych festiwalach i w klubach grając zarówno własne koncerty, jak i w ramach supportu z artystami takimi jak Doro, Backyard Babies, In Flames, Sepultura i Motörhead. Dzięki temu zespół zaczął zbierać coraz większy rozgłos, a album In Distortion We Trust został wydany w Ameryce Północnej, Południowej, jak również w Japonii.
Po długich i licznych trasach koncertowych zespół ponownie zasiadł w studio, by w 2009 nagrać swój drugi album studyjny Till Death Do Us Party. Album otrzymał pozytywne recenzje, a sprzedaż znacznie przekroczyła odnotowaną przez debiutancki album. Wiosną i latem 2009 roku zespół ponownie zaczął koncertować, a pod koniec roku ruszył w sześciotygodniową trasę po Europie. Trasa ta została udokumentowana w formie DVD pod tytułem Til Death Do Us Party European Tour 2009 wydanym dwa lata później. W 2010 roku zespół zaakceptował propozycję wystąpienia podczas Melodifestivalen – szwedzkich eliminacjach do Konkursu Piosenki Eurowizji. Wraz ze specjalnie napisaną na tę okazję balladą "Heaven or Hell" grupa dostała się do półfinałów i wystąpiła przed milionami widzów. Po zakończeniu konkursu kawałek ukazał się w formie singla.
Trzeci album zespołu The Midnight Chase został nagrany w 2012 roku w studio Music-a-Matic w Göteborgu. W prace nad albumem zaangażowani byli tacy muzycy jak producent Chips Kiesbye czy inżynier dźwięku Henryk Lipp. Materiał trafił do sprzedaży 31 lipca tego samego roku. Grupa ponownie ruszyła w długą trasę koncertową oraz wystąpiła na licznych festiwalach takich jak Graspop, Sweden Rock czy Dalhalla gdzie zagrała razem z Hamerfall. Oprócz europejskiej trasy koncertowej zespół odwiedził również Brazylię i Amerykę Północną, gdzie zagrał łącznie 29 koncertów. 10 września 2014 roku ukazał się czwarty album studyjny zespołu zatytułowany In The Red. Podczas europejskiej trasy koncertowej, grupie towarzyszyły dwa dodatkowe zespoły, szwedzki Junkstars oraz pochodzący z Danii Supercharger.

## Muzycy
Ostatni skład zespołu
- Mia Coldheart (Mia Karlsson) – wokal prowadzący, gitara (2001-2016)
- Klara Force (Klara Rönnqvist Fors) – gitara, wokal wspierający (1998-2016)
- Ida Evileye (Ida Stenbacka) – gitara basowa, wokal wspierający (1998-2016)
- Nicki Wicked (Jannicke Lindström) – perkusja, wokal wspierający (1998-2016)

Byli członkowie zespołu
- Joey Nine – wokal prowadzący (1998-2003)

## Dyskografia

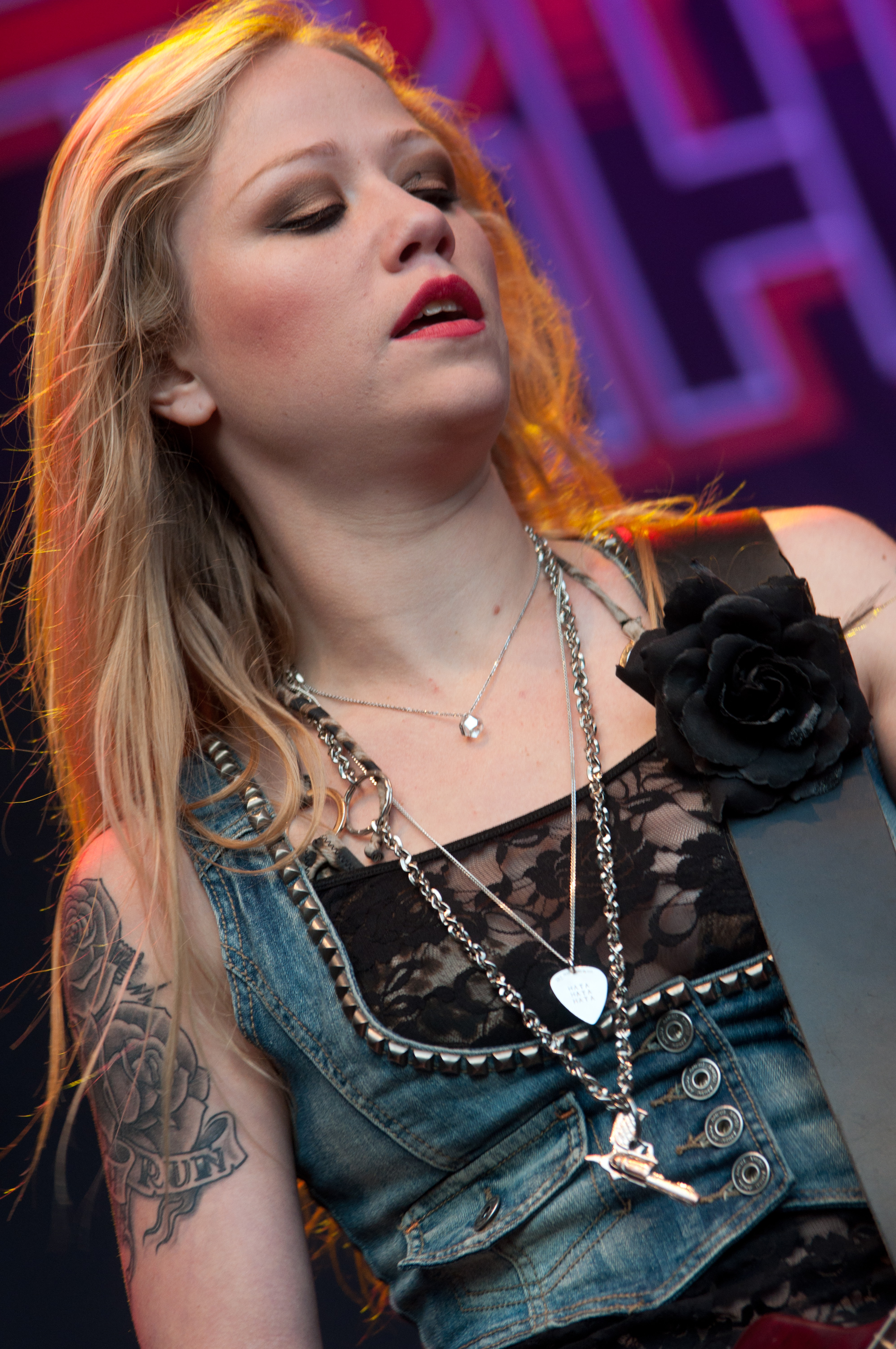
Klara Force (Klara Rönnqvist Fors), 2010

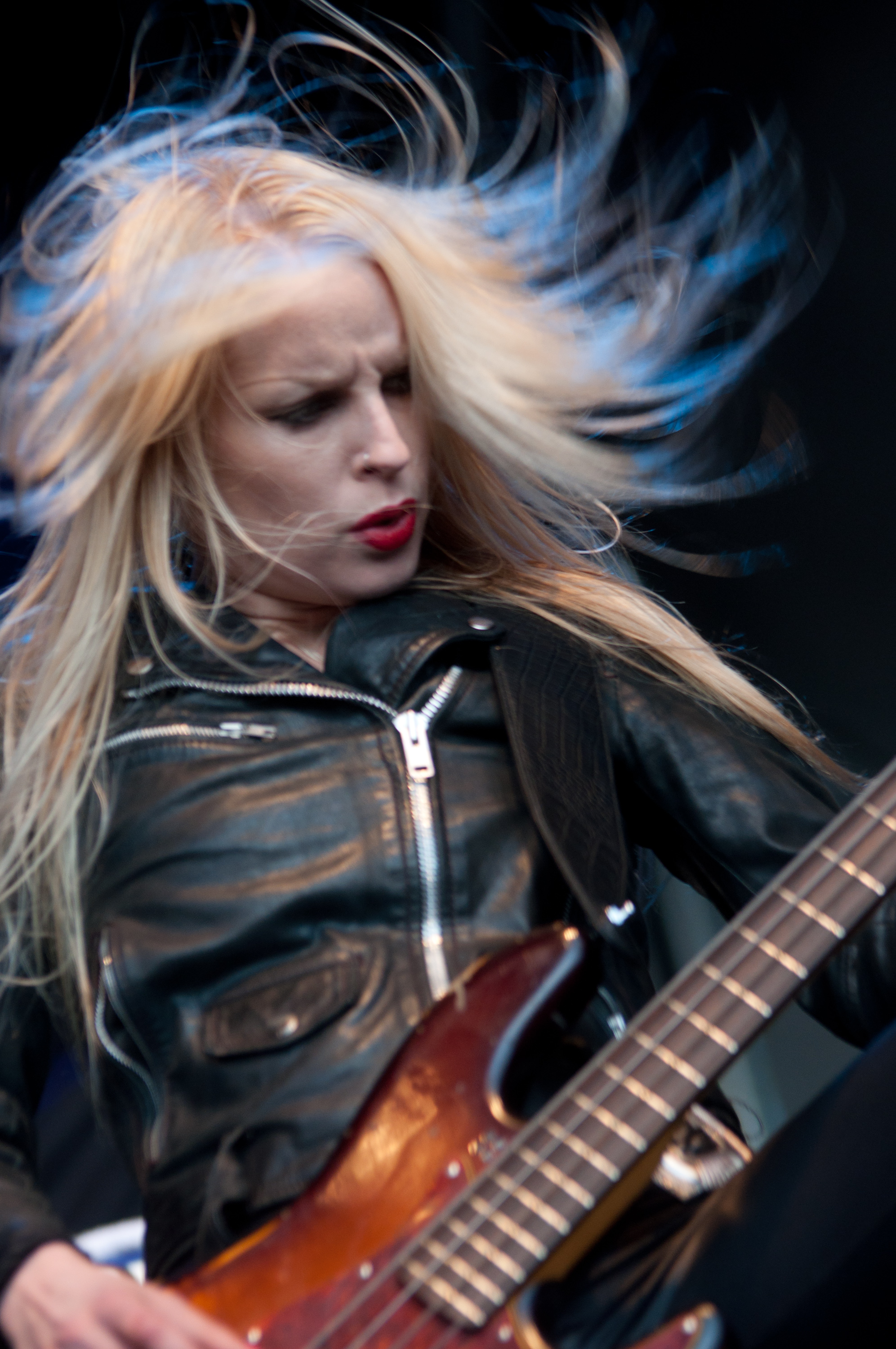
Ida Evileye (Ida Stenbacka), 2010

Albumy studyjne
| In Distortion We Trust      | - Data: 19 stycznia 2005 - Wydawca: GMR Music Group | 47 | —   |
| ’Til Death Do Us Party      | - Data: 16 lutego 2009 - Wydawca: GMR Music Group   | 53 | 274 |
| The Midnight Chase          | - Data: 31 lipca 2012 - Wydawca: Verycords          | 51 | —   |
| In the Red                  | - Data: 10 września 2014 - Wydawca: Despotz Records | –  | —   |
| "—" album nie był notowany. |                                                     |    |     |

Albumy wideo
| Tytuł                                    | Dane dot. albumu                        |
| ---------------------------------------- | --------------------------------------- |
| Til Death Do Us Party European Tour 2009 | - Data: 2011 - Wydawca: GMR Music Group |

Single
| "Losing the Game"            | 2005 | 8  | In Distortion We Trust |
| "rock’n’roll Bachelor"       | 2005 | —  | In Distortion We Trust |
| "Play Me Hard"               | 2006 | —  | In Distortion We Trust |
| "Sex Action"                 | 2008 | —  | Til Death Do Us Party  |
| "Jennyfer"                   | 2009 | —  | Til Death Do Us Party  |
| "Heaven or Hell"             | 2010 | 31 | —                      |
| "Into the Fire"              | 2012 | —  | The Midnight Chase     |
| "To Kill a Man"              | 2014 | —  | In the Red             |
| "Electric Sky"               | 2014 | —  | In the Red             |
| "—" singel nie był notowany. |      |    |                        |

## Nagrody i wyróżnienia
| Rok  | Kategoria             | Tytułem    | Nagroda | Nota      | Źródło |
| ---- | --------------------- | ---------- | ------- | --------- | ------ |
| 2015 | Årets Hårdrock/Metall | In the Red | Grammis | Nominacja | [ 20 ] |